# Aeroportul T. F. Green
Aeroportul T. F. Green (IATA: PVD, ICAO: KPVD, FAA LID: PVD) este un aeroport din Rhode Island, Statele Unite ale Americii ce deservește zona Providence. Aeroportul a fost tranzitat în 2023 de 3.515.549 de pasageri. A fost deschis în 1931.
Situat la o altitudine de 17 m, aeroportul dispune de 2 piste.

## Infrastructură

### Piste
Aeroportul dispune de 2 piste. Pista 05/23 are suprafața de asfalt și dimensiunile 8.700 picioare × 150 picioare. Pista 16/34 are suprafața de asfalt și dimensiunile 6.081 picioare × 150 picioare. 